# Bundesstraße 307
Die deutsche Bundesstraße 307 (Abkürzung: B 307) liegt in Oberbayern. Die Straße führt auf zwei kurzen Teilstücken über österreichisches Staatsgebiet.

## Verlauf
Die Bundesstraße 307 führt in West-Ost-Richtung am nördlichen Alpenrand entlang wird durch mehrere Unterbrechungen in drei Teilabschnitte geteilt. Ein weiterer Abschnitt zählte ehemals zu dieser Bundesstraße.
Der 4 Kilometer lange Abschnitt der Bundesstraße 307 zwischen der Bundesstraße 2 in Klais und der Bundesstraße 11 in Krün wurde um 1970 zum Großteil ausgebaut und zur neutrassierten Bundesstraße 2 und der Rest bis Krün zu einer Gemeindestraße umgewidmet.
Zwischen Klais und Vorderriß verlaufen auf einer Länge von 15 Kilometern der Abschnitt Klais–Wallgau der Bundesstraße 11 und die Mautstraße Wallgau–Vorderriß.
Das Teilstück ab Vorderriß führt über den Sylvensteinspeicher, dann über den Achenpass entlang der Weißach zum Tegernsee und endet in Gmund am Tegernsee. Ein kurzes Stück (circa 300 m) des westlichen Teils führt über österreichisches Gebiet, ein weiteres circa 1300 m langes Stück ist die österreichische Achenseestraße B 181.
Die Bundesstraße ist zwischen Gmund und Miesbach auf etwa 8 km unterbrochen.
Das mittlere Teilstück führt von der Ortsumgehung Miesbach der B 472 über Hausham, Schliersee, Bayrischzell und das Sudelfeld zur Tatzelwurmstraße beim Ort Tatzelwurm oberhalb von Oberaudorf.
Die Bundesstraße ist zwischen dem Ort Tatzelwurm und der österreichischen Grenze bei Schleching auf etwa 25 km unterbrochen.
Die Straße zwischen der Grenze von Österreich südlich von Schleching im Anschluss an die Kössener Straße und der Bundesstraße 305 in Marquartstein wurde um 1970 von der Bundesstraße 305a in ein Teilstück der Bundesstraße 307 umgewidmet.

## Tourismus

### Ferienstraßen
Die Bundesstraße 307 bildet einen Teil der Deutschen Alpenstraße.

### Sehenswürdigkeiten
Interessante Bauwerke entlang der Straße sind unter anderem die Faller-Klamm-Brücke bei Fall und der Staudamm des Sylvensteinspeichers.
Der Wasserfall Tatzelwurm befindet sich nahe der Straße.